# Io sono Farah
Io sono Farah (Adım Farah) è un serial televisivo drammatico turco composto da 27 puntate suddivise in due stagioni, trasmesso su Fox dal 1º marzo al 30 dicembre 2023. È un adattamento turco della serie televisiva argentina del 2017 La chica que limpia, già adattata nella serie statunitense The Cleaning Lady.
In Italia la serie va in onda su Canale 5 dal 28 luglio 2025.

## Trama
Farah Erşadi è una ragazza iraniana di ventotto anni fuggita dall'Iran in Francia perchè sei anni prima, dopo aver scoperto di essere incinta, è stata costretta a stabilirsi a Istanbul, dove ha iniziato la sua vita da latitante. Farah dopo la nascita di suo figlio, Kerimşah, ha scoperto che quest'ultimo soffre di una malattia rara e per guadagnarsi da vivere ha iniziato a lavorare illegalmente come donna delle pulizie a Istanbul per il gangster Tahir Lekesiz, con il quale intraprende una relazione. Farah, durante il suo lavoro, è stata testimone oculare dell'omicidio di un poliziotto commesso dalla mafia.

## Puntate
In Turchia la serie è andata in onda su Fox dal 1º marzo al 30 dicembre 2023: la prima stagione è stata trasmessa dal 1º marzo al 31 maggio 2023, mentre la seconda stagione è stata trasmessa dal 27 settembre al 30 dicembre 2023.
In Italia la serie va in onda su Canale 5 dal 28 luglio 2025: la prima stagione viene trasmessa dal 28 luglio 2025, mentre la seconda stagione è inedita.
| Stagione         | Puntate | Puntate | Prima TV | Prima TV      |
| Stagione         | Turchia | Italia  | Turchia  | Italia        |
| ---------------- | ------- | ------- | -------- | ------------- |
| Prima stagione   | 14      | 16      | 2023     | 2025-in corso |
| Seconda stagione | 13      | inedita | 2023     | inedita       |

## Personaggi e interpreti
- Farah Erşadi (episodi 1-27), interpretata da Demet Özdemir, doppiata da Joy Saltarelli.
- Tahir Lekesiz (episodi 1-27), interpretato da Engin Akyürek, doppiato da Antonino Saccone.
- Behnam Azadi (episodi 14-27), interpretato da Feyyaz Duman, doppiato da Stefano Crescentini.
- Mehmet Koşaner (episodi 1-27), interpretato da Fırat Tanış, doppiato da Guido Di Naccio.
- Vera Akıncı (episodi 1-27), interpretata da Senan Kara doppiata da Tatiana Dessi.
- Perihan Koşaner (episodi 1-27), interpretata da Lale Başar, doppiata da Cinzia De Carolis.
- Orhan Koşaner (episodi 1-14, 24-27), interpretato da Ali Sürmeli, doppiato da Antonio Palumbo.
- Bekir Akıncı (episodi 1-27), interpretato da Mert Doğan doppiato da Jacopo Lo Conte.
- Gönül Koşaner (episodi 1-27), interpretata da Derya Pınar Ak, doppiata da Giorgia Venditti.
- İlyas (episodi 1-27), interpretato da Kemal Burak Alper, doppiato da Luca Mannocci.
- Kerimşah Erşadi (episodi 1-27), interpretato da Rastin Paknahad, doppiato da Alberto Pilara.
- Hamza (episodi 1-27), interpretato da Alper Türedi.
- Bade Akıncı (episodi 1-27), interpretata da Burcu Türünz, doppiata da Guendalina Ward.
- Merjan Azadi (episodi 15-27), interpretata da Sera Kutlubey.
- Rahşan Azadi (episodi 15-27), interpretata da Hatice Aslan.
- Akbar Azadi (episodi 15-27), interpretato da Burak Tamdoğan.
- Mahmud Azadi (episodi 19-27), interpretato da Numan Çakır.
- Gülsima (episodi 23-27), interpretata da Berrak Kuş.
- Yılmaz (episodi 24-27), interpretato da Genco Özak.
- Kaan Akıncı (episodi 1-14), interpretato da Oktay Çubuk, doppiato da Sacha Pilara.
- Ali Galip Akıncı (episodi 1-15), interpretato da Mustafa Avkıran, doppiato da Alberto Angrisano.

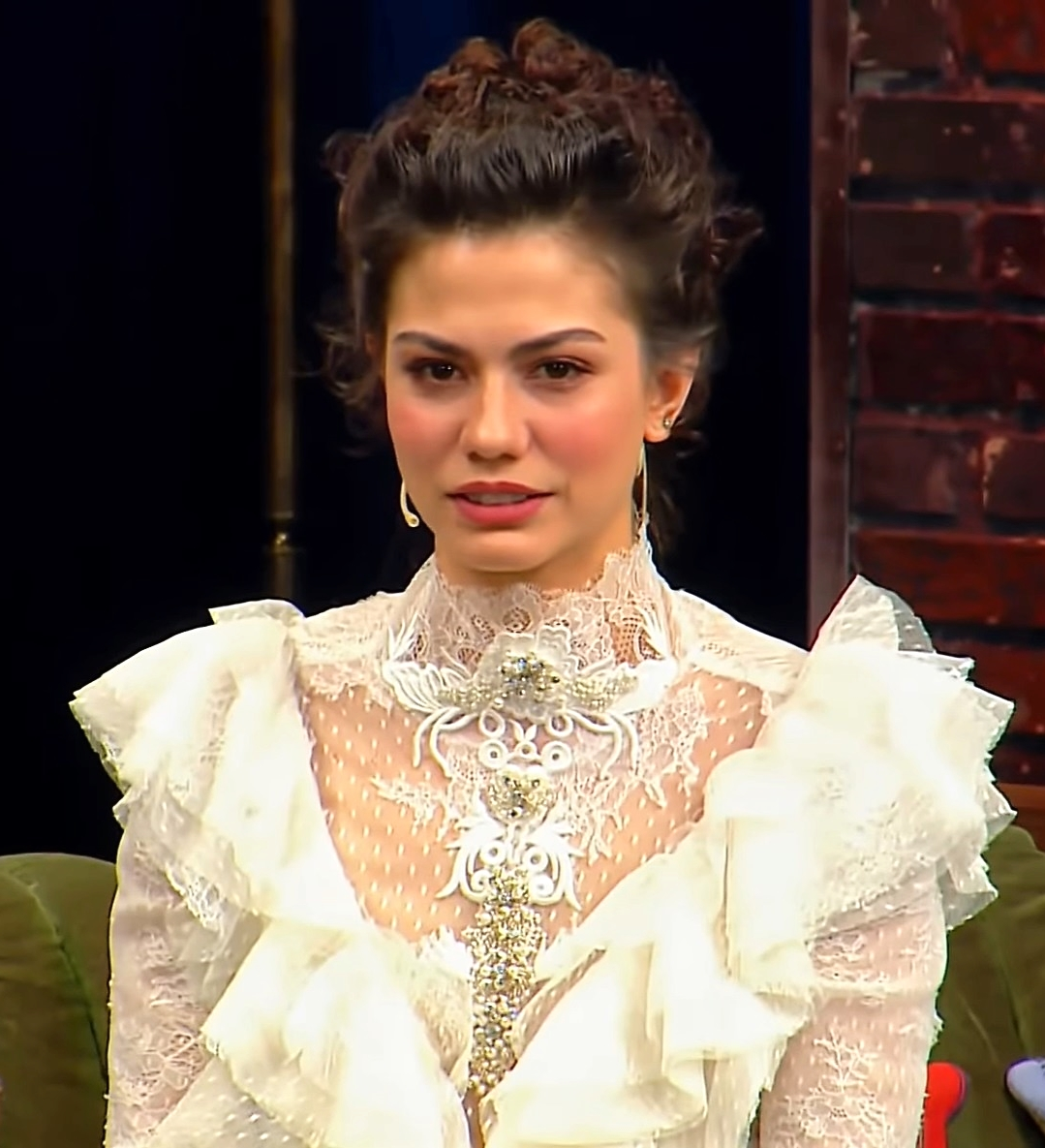
Demet Özdemir interpreta Farah Erşadi
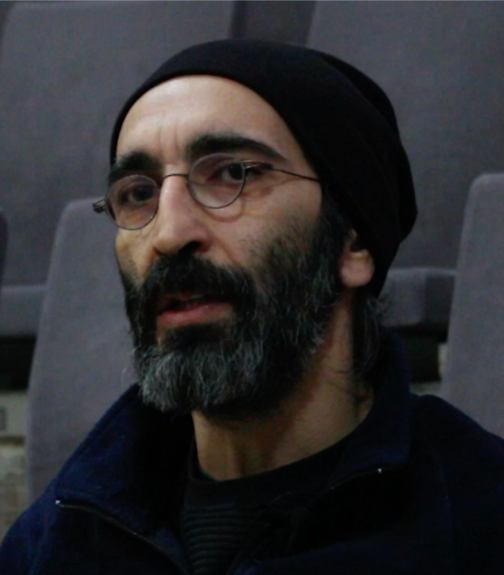
Fırat Tanış interpreta Mehmet Koşaner

## Produzione
La serie è diretta da Recai Karagöz e Adem Demir, scritta da Deniz Dargı, Cem Görgeç, Cenk Boğatur, Serdar Soydan, Toprak Karaoğlu e Seda Çalışır Karaoğlu e prodotta da O3 Medya. Dopo il termine della prima stagione, la serie è stata rinnovata per una seconda stagione.

### Riprese
Le riprese sono state effettuate dall'8 gennaio a fine aprile 2023 a Istanbul e nei dintorni, in particolare nel quartiere di Galata e nel distretto di Beşiktaş. Le riprese della seconda stagione sono state effettuate dal 10 settembre a metà dicembre 2023, sempre a Istanbul.

## Promozione
L'esordio della prima stagione della serie, previsto per il 1º marzo 2023, è stato annunciato il 20 febbraio attraverso i profili social della serie, di Fox e dalla società di produzione O3 Medya, mentre l'esordio della seconda stagione, previsto per il 27 settembre, è stato annunciato il 20 settembre. I primi promo della prima stagione sono stati rilasciati da Fox dal 3 febbraio 2023 e di conseguenza anche il poster, mentre i primi promo della seconda stagione sono stati rilasciati dal 19 settembre e di conseguenza anche il poster.